# Соуза, Джоэл
Джоэл Соуза (англ. Joel Souza; род. 14 июня 1973, Фримонт, Калифорния) — американский кинорежиссёр, сценарист и продюсер.

## Карьера
В качестве сценариста и режиссёра Джоэл дебютировал в 2010 году семейным приключенческим фильмом «Золото Ханны» с Люком Перри в главной роли. Наибольшую же известность ему принёс триллер «Полицейский седан» с суровым изображением жизни за рулём патрульной машины. Премьера фильма состоялась на кинофестивале «Трайбека» и была неоднозначно воспринята критиками, отмечавшими некоторую вторичность сюжета.
21 октября 2021 года на съёмках вестерна «Раст» Соуза был ранен актёром Алеком Болдуином: оружие, из которого стрелял тот, оказалось заряжено боевыми патронами.

## Фильмография
- Золото Ханны (2010)
- Призрачный патруль (2015)
- Рождественская подмена (2015)
- Полицейский седан (2019)
- Раст (2024)

## Награды
- «Золото Ханны» — приз за лучший фильм на International Family Film Festival (2011)

## Личная жизнь
Соуза женат, в браке у него родилось двое детей.